# Jaskółka (pojazd)

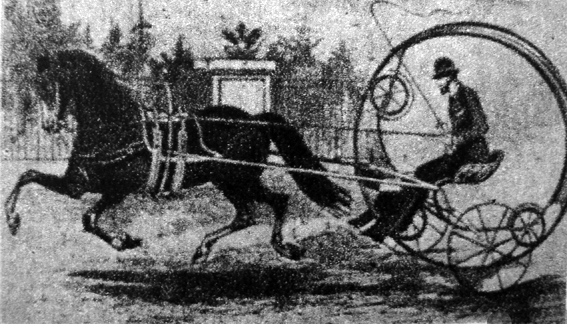
Jeden z pierwszych prototypów "Jaskółki" z napędem konnym przedstawiony w prasie w 1883 roku

Jaskółka – pojazd skonstruowany w 1883 roku przez polskiego inżyniera Stanisława Baryckiego. Pojazd był unikalną konstrukcją, która poruszała się po jezdni kładzionej przed sobą, na zasadzie podobnej, jaką wykorzystuje się obecnie w pojazdach gąsienicowych. Jaskółka była oryginalną konstrukcją, którą można uznać za prekursorską w rozwoju motoryzacji w Polsce.

## Opis funkcjonowania pojazdu
Jaskółka była jednym z wielu wehikułów zbudowanych przez Baryckiego, który próbował skonstruować samodzielnie poruszający się pojazd mechaniczny. Poruszała się ona, tocząc się wewnątrz wielkiej obręczy, stanowiącej jej własną jezdnię, wewnątrz której poruszał się właściwy pojazd napędzający tę obręcz i posiadający siedzenie dla kierowcy. Pierwsze testy jazdy konstruktor przeprowadzał zjeżdżając z wzniesienia. Później zaprzęgał do pojazdu konia. Z braku silnika benzynowego próbował zastosować także szereg innych rozwiązań napędzających w postaci pedałów, żagla oraz napędu wykorzystującego rodzaj "urządzenia pneumatycznego". Nie zdecydował się na montaż maszyny parowej, ponieważ był przeciwnikiem stosowania tego rodzaju napędu. Społeczeństwo polskie widziało w próbach Baryckiego jedynie dziwaczne odmiany konnych bryczek, a nie próby stworzenia pojazdu przełomowego dla sposobu odbywania podróży. Konstruktor stracił wkrótce swój cały majątek, budując kolejne warianty urządzenia, jednak nie udało mu się nikogo zainteresować swoimi projektami. Zmarł w przytułku dla biedoty, a jego pojazd został zniszczony i nie dotrwał do naszych czasów.